# Moïse Ndione
Moïse Ndione, né le 14 novembre 1959 au Sénégal, est un prêtre sénégalais, modérateur général des Foyers de charité de 2016 à 2022.

## Biographie
Moïse Ndione a été ordonné prêtre en 1988 dans le diocèse de Thiès. Il rejoint le foyer de charité de Cap des Biches de 1997 à 2015, avant de rejoindre Châteauneuf-de-Galaure en janvier 2016, où il prend la responsabilité du foyer. 
Il est élu Père modérateur lors de l'Assemblée générale rassemblant 250 délégués des 78 Foyers de Charité du monde en juin 2016. 
Il mène une enquête sur des abus à caractère sexuel sur de jeunes filles élèves de l'établissement scolaire, attribués au fondateur de l'œuvre, le père Georges Finet.
Il démissionne lors de la nomination du cardinal Jean-Pierre Ricard comme délégué apostolique le 10 février 2022,.